# خليل إبراهيم العطية
خليل إبراهيم العطية (1936 - 1998م)، هو باحث ولغوي وشاعر عراقي. عمل أستاذ اللغويات في الجامعة المستنصرية ببغداد. كان اسمًا بارزًا في مجال تحقيق كتب التراث العربي.
خليل بن إبراهيم بن عطية بن تامول بن صبر الزبيدي. وًلد بمدينة الكوت (180 كلم جنوب بغداد) مركز محافظة واسط عام 1936م في أسرة متوسطة الحال، يمتهن ربها تجارة الحبوب، درس في مدارس مسقط رأسه، ثم دخل دار المعلمين الابتدائية ببغداد وتخرج فيها سنة 1955، فعين معلمًا، ودفعه طموحه إلى إكمال دراسته فقبل في دار المعلمين العالية (كلية التربية) ببغداد فنال البكالوريوس فيها سنة 1960، ومارس التدريس في دار المعلمين بالكوت ثم في معهد المعلمين عدة سنوات، تَوَجَّهَ بعدها إلى القاهرة حيث درس في كلية الآداب بجامعة عين شمس، ونال فيها (الماجستير) عن رسالته (كتاب فعلت وأفعلت لأبي حاتم السجستاني)، دراسة وتحقيق (1969)، وعاد إلى العراق ليعين مدرّسًا لفقه اللغة العربية في جامعة البصرة (1970)، وأبدى نشاطًا علميًا وفكريًا أهلاه لتولي رئاسة قسم اللغة العربية في الجامعة.
توفي في بغداد يوم 2 أغسطس 1998 الموافق التاسع من ربيع الثاني سنة 1419 هـ.

## من مؤلفاته
الإنتاج الشعري:
- له ديوان شعري بعنوان: «البوح الممزق» (مخطوط) لدى أسرته ببغداد، ونشرت له قصيدة «نداء» في مجلة الأفق الجديد - عمان 1/12/1962.[4]

- مؤلفات أخرى:
- كتاب: «البحث الصوتي عند العرب»
- كتاب: «التركيب اللغوي عند السياب»
- كتاب: «ديوان: «المزرد بن ضرار الغطفاني» - تحقيق وتعليق (1972).
- كتاب: ديوان «ليلى الأخيلية» - تحقيق (1977).
- كتاب: «التركيب اللغوي لشعر السياب» - (1986).
- كتاب: «أبوزيد الأنصاري وكتابه الهمز» (1990).

وكتب أخرى كثيرة...